# (7167) Laupheim
Der Asteroid (7167) Laupheim wurde 1985 am Palomar-Observatorium von Carolyn und Eugene Shoemaker entdeckt.
Bei einem Besuch des Laupheimer Planetariums war Carolyn Shoemaker von der hauptsächlich ehrenamtlichen Arbeit der Vereinsmitglieder derart begeistert, dass sie 1999 die Benennung des Asteroiden zu Ehren der Einrichtung veranlasste.
Die scheinbare Helligkeit von 7167 Laupheim beträgt höchstens 15. Größenklasse.

## Der offizielle Widmungstext in deutscher Übersetzung
(7167) Laupheim 1985 TD3. Entdeckt am 12. Okt. 1985 von C.S. und E.M. Shoemaker in Palomar. Benannt zu Ehren von Robert Clausen (geb. 1951) und seinem Team der Volkssternwarte in Laupheim, einer Stadt im Süden Deutschlands. Clausen gründete 1975 einen Verein von Amateurastronomen, ”Volkssternwarte Laupheim e.V.”, den er seitdem leitet. Durch die Organisation von astronomischen Wanderausstellungen und zahlreichen internationalen Astronomiemessen machte er Laupheim über die Grenzen Deutschlands hinaus bekannt. Seit 1990 betreibt Clausen mit seinen ehrenamtlichen Mitarbeitern ein vorbildlich und äußerst professionell geführtes Zeiss-Planetarium und eine Sternwarte, die größtenteils in Eigenleistung erstellt wurden. Widmung verfasst von G. und D. Heinlein auf Anfrage von C. Shoemaker, welche die Laupheimer Einrichtung 1998 besucht hat.